# Stop Whispering
Stop Whispering este a patra piesă de pe albumul Pablo Honey al trupei britanice Radiohead. 